# Adolescence

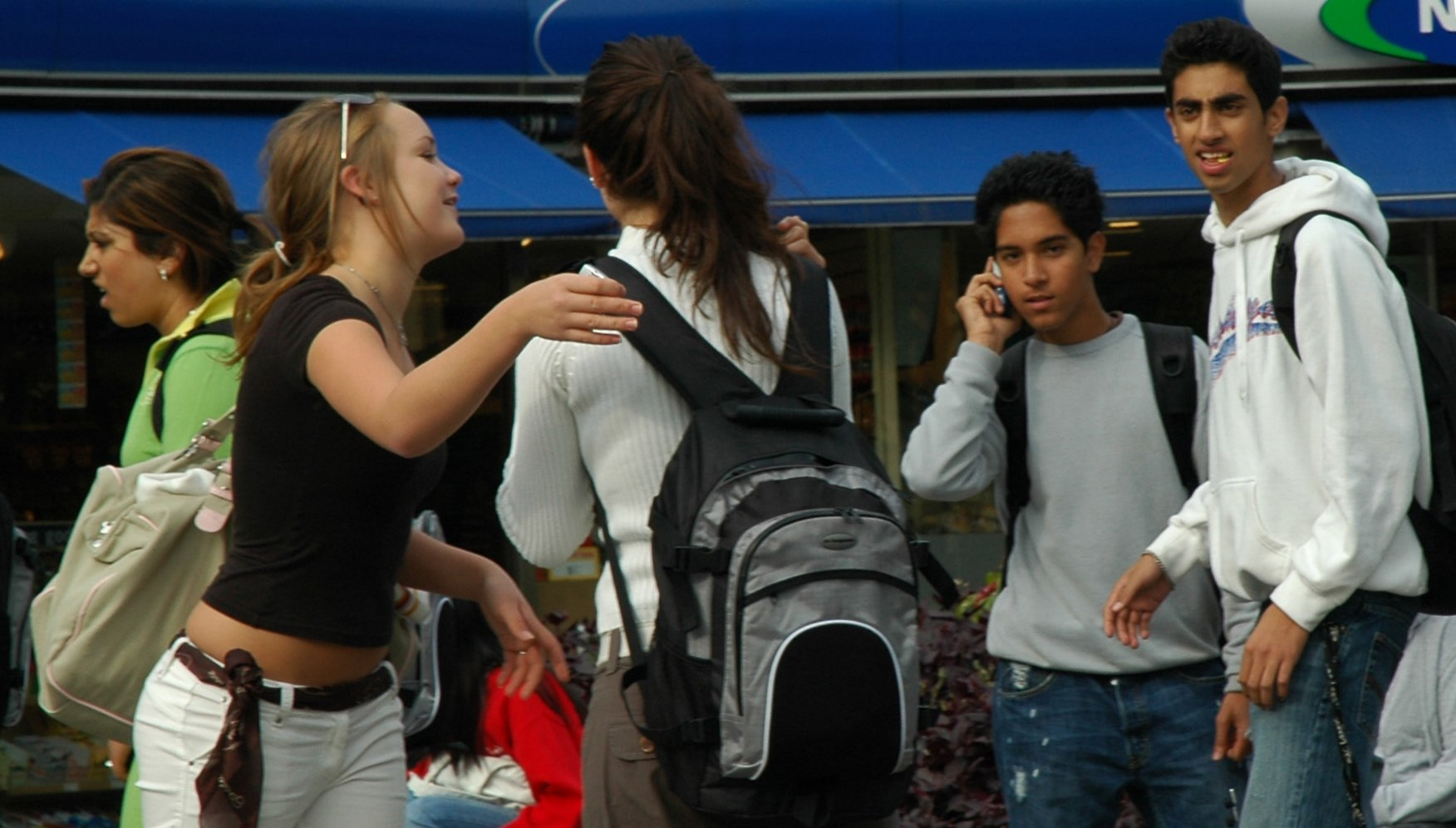
Adolescenti v Oslu (Norsko)

Adolescence (z lat. adolescens, dospívající, mladý), také dorostové období či dospívání je vývojové období mladého člověka mezi pubertou (pohlavním dozráváním) a ranou dospělostí, zpravidla od 11–13 do 21 let věku. Dospívání charakterizuje napětí mezi prakticky plnou fyzickou a sexuální dospělostí, kdežto sociálně-psychologicky se mladý člověk teprve chystá do světa.

## V psychologii
Psychologicky adolescenci charakterizuje postupné konsolidování duševního života (proti krizím a labilitě puberty), krystalizace postojů a názorů a zejména rozumově psychické zrání. Dochází k rozvinutí sebevědomí, sebejistoty, samostatnosti a v neposlední řadě k integraci osobnosti. Jedinec dosahuje již téměř vrcholu rozumových schopností, úroveň inteligence tohoto období se v dalším životě překračuje jen výjimečně.
Adolescence je však také období krizí, například statisticky častějších pokusů o sebevraždu nebo vyšší náklonnosti ke zneužívání drog. Také z prvních sexuálních zkušeností vznikají často psychická traumata.

## V sociologii

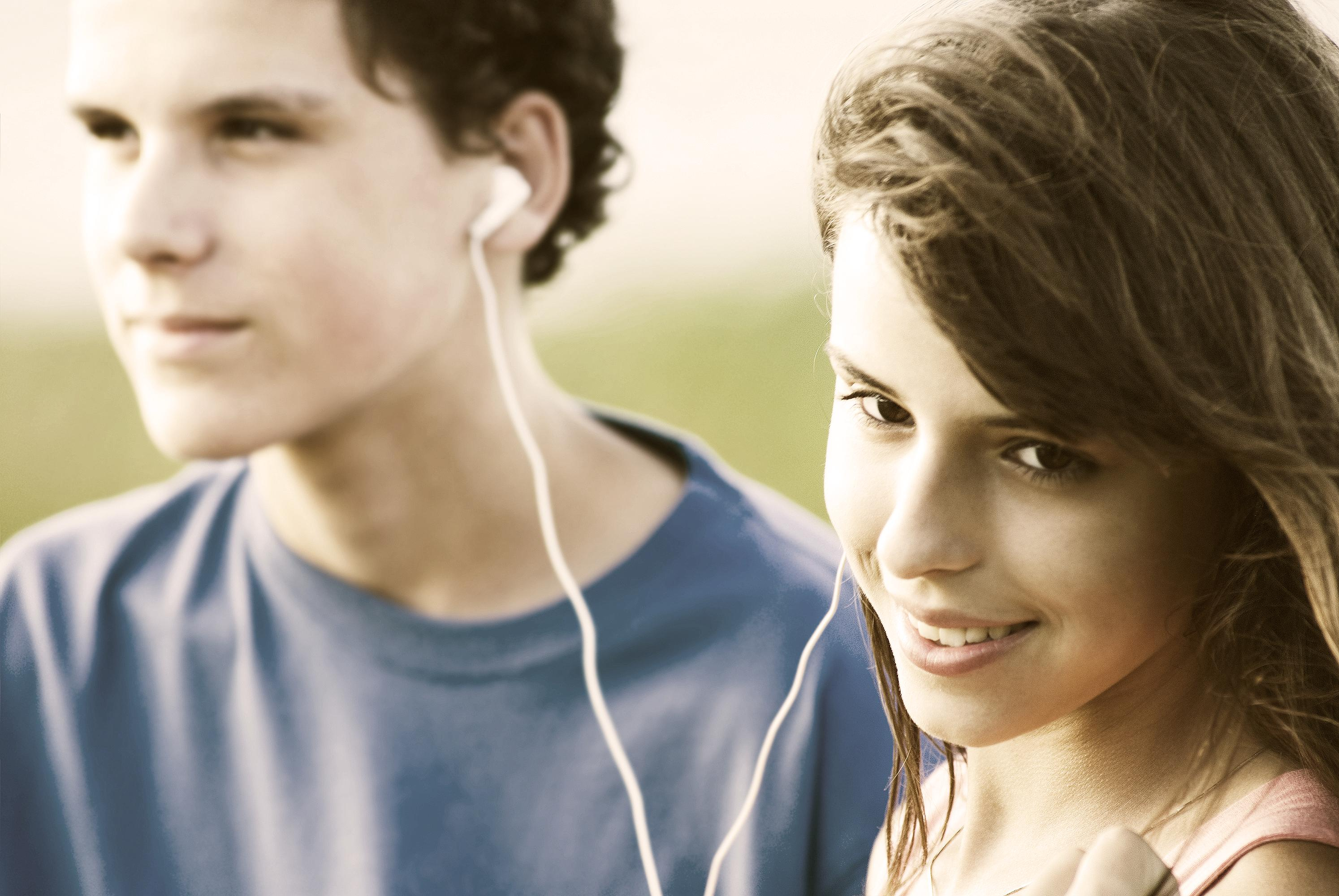
Adolescenti

Ze sociologického hlediska je adolescence období oddělování od orientační (primární) rodiny, zapojování do společnosti a jejích institucí, přejímání dospělých rolí, hledání a vymezování vlastního společenského postavení. Protože jde zároveň o náročné období rozvíjení genitální sexuality, přimlouvá se například psycholog Erik Erikson za jakési společenské hájení adolescentů, jejichž výstřelky se mají posuzovat shovívavěji. Podobné rozlišení se vyskytuje i v právu.

## Teenager
Teenager je anglické označení pro mladého člověka (adolescenta), často ještě v období dospívání (pubertě). Do češtiny se někdy nepřesně překládá jako náctiletý. Anglické slovo teenager ale vychází ze zakončení „-teen“ u číslovek 13–19, kdežto české slovo náctiletý by mělo podle stejného principu zahrnovat lidi od 11 do 19 let věku a v tomto významu jej čeština používala ještě před převzetím slova „teenager“.